# Lance Dossor
Harry Lancelot "Lance" Dossor (ur. 14 maja 1916 w Weston-Super-Mare, w hrabstwie North Somerset w Anglii, zm. 3 grudnia 2005 w Adelaide) – australijski pianista i pedagog muzyczny pochodzenia angielskiego, laureat IV nagrody na III Międzynarodowym Konkursie Pianistycznym im. Fryderyka Chopina (1937).

## Życiorys
Na fortepianie zaczął grać w wieku sześciu lat, a w latach 1932–1937 studiował w Royal College of Music w Londynie. W latach 30. XX wieku wystąpił w trzech konkursach pianistycznych, na których zdobył nagrody: 
- Międzynarodowy Konkurs Muzyczny w Wiedniu (1936) – nagroda specjalna im. Ferenca Liszta[2]
- III Międzynarodowy Konkurs Pianistyczny im. Fryderyka Chopina W Warszawie (1937) – IV nagroda[4]
- Międzynarodowy Konkurs Muzyczny im. Królowej Elżbiety Belgijskiej w Brukseli (1938) – IV nagroda[2]

W trakcie II wojny światowej służył przez sześć miesięcy jako artylerzysta, a potem został przeniesiony do oddziału pomocniczego. Stacjonował m.in. w Egipcie i Włoszech, a w 1945 powrócił do Anglii. Po wojnie rozpoczął międzynarodową karierę. Występował w wielu krajach Europy, a później także w Australii i Nowej Zelandii. W 1953 zamieszkał w Australii, gdzie został profesorem w Elder Conservatorium. Przez wiele lat występował na festiwalach w Australii i nagrywał utwory dla tamtejszego radia. W 1981 został prezesem Australijskiego Towarzystwa Muzyki Fortepianowej. W 2002 Uniwersytet w Adelajdzie przyznał mu Distinguished Alumni Award.

## Repertuar
Dysponował bogatym repertuarem, w którym znajdowały się utwory m.in. Fryderyka Chopina, Ludwiga van Beethovena, Roberta Schumanna, Johannesa Brahmsa, Ferenca Liszta, Siergieja Rachmaninowa, Gabriela Faurégo, Maurice'a Ravela i Claude'a Debussy'ego.